# Ereškigal
Ereškigal (řecky Erescheigal) – „Paní Velké země“, v sumersko-akkadské mytologii bohyně podsvětí.
Zpočátku vládla v podsvětí sama, o jejím sumerském manželství s Gugalannou se neví téměř nic. Její starobabylonské manželství s Nergalem je vyřešením problému, že tito dva bohové vykonávali stejnou funkci v různých částech Mezopotámie.

## Rodinné poměry
- Otec: Nanna (akkadsky: Sín)
- Matka: Ningal
- Bratr: Utu (akkadsky Šamaš), někdy není uváděn
- Sestra: Inanna
- Manžel: Gugalanna – Sumer, Nergal – Akkad (nejedná se o jednu osobu)
- Děti: Ninazu (otec je pravděpodobně Enlil, nebo Gugalanna)

## Mýty
- Ereškigal a Nergal (též Nergal a Ereškigal)
- Epos o Gilgamešovi
- Inin v podsvětí